# Crueldad

El Tres de mayo de 1808 en Madrid por Goya

La crueldad se define como la respuesta emocional de obtención de placer en el sufrimiento y dolor de otros o la acción que causa tal sufrimiento o dolor. Es una característica conocida y parte de la naturaleza de los seres humanos.